# برودسلاوی
برودسلاوی (به چکی: Brodeslavy) یک منطقهٔ مسکونی در جمهوری چک است که در ناحیه پلزن-شمالی واقع شده‌است. برودسلاوی ۲٫۶۱ کیلومتر مربع مساحت و ۸۱ نفر جمعیت دارد و ۳۹۲ متر بالاتر از سطح دریا واقع شده‌است.